# Distoleon guttatus
Distoleon guttatus är en insektsart som först beskrevs av Longinos Navás 1931. 
Distoleon guttatus ingår i släktet Distoleon och familjen myrlejonsländor. Inga underarter finns listade i Catalogue of Life.